# Kanton Cap Corse
 Cap Corse is een kanton van het Franse departement Haute-Corse. Het kanton maakt deel uit van de arrondissementen Bastia (20) en Calvi (2). In 2021 telde het 12.642 inwoners.

Het kanton werd gevormd ingevolge het decreet van 26 februari 2014 , met uitwerking op 22 maart 2015, met San-Martino-di-Lota als hoofdplaats.

## Gemeenten
Het kanton omvat volgende 22 gemeenten:
- Barrettali
- Brando
- Cagnano
- Canari
- Centuri
- Ersa
- Farinole
- Luri
- Meria
- Morsiglia
- Nonza
- Ogliastro
- Olcani
- Olmeta-di-Capocorso
- Patrimonio
- Pietracorbara
- Pino
- Rogliano
- Sisco
- San-Martino-di-Lota
- Santa-Maria-di-Lota
- Tomino